# 훤화양성패
훤화양성패(일본어: 喧嘩両成敗 켄카료세이바이[*])는 중근세 일본의 법원칙이다. 싸움이 일어났을 때 그 원인이나 시비에 관계없이 양쪽을 동등하게 처벌한다는 원칙이다. 
중세 후반이 되면서 일본 사회는 불안정해져 경상론 등을 소송에 의존하지 않고 실력에 따라 자력구제하려는 고전방전이 빈발하게 된다. 이것에 대응하기 위해 시비를 무단적이고 간결하게 처리하기 위해 훤화양성패 원칙이 세워졌다. 그 사상적 배경은 중세인들이 모든 손상을 등가화하려 했던 "균형감각"과 "상쇄주의"에 대한 강한 집착이 지적된다. 당시 사람들은 분을 갚는 것은 정당한 행위라고 생각했고, 자연히 "복수의 연쇄"까 멈추지 않았다. 이런 상황에서 훤화양성패는 분쟁당사자간의 "형평감각"을 고려하면서 긴급하게 질서회복을 도모하기 위한 수단이었다고 할 수 있다.